# Paatos
Paatos — рок-коллектив, Стокгольм, Швеция, сформированный в 1999 году, в Стокгольме двумя бывшими участниками «Landberk» Reine Fiske и Stefan Dimle, а также Petronella Nettermalm, Ricard Nettermalm и Johan Wallen. Музыку Paatos обычно относят к таким направлениям как прогрессив-рок, хотя в то же время на их творчество оказали влияние группы различного рода жанров и стилей, например, Portishead и Massive Attack. Сами Paatos характеризуют свою собственную музыку как кинематический рок (Cinematic Rock), несмотря на все их нежелание относить себя вообще к какому либо жанру.

## История
Paatos образовались в 1999 году участниками шведского коллектиа «Landberk» Reine Fiske и Stefan Dimle, а также Ricard Nettermalm и Johan Wallen из группы «Agg». Первое публичное выступление группы состоялось на фолк-рок фестивале вместе с «Turid Lindqvist». Позже к составу присоединилась супруга Ricard’a Petronella Nettermalm в качестве вокалистки и виолончелистки. В 2003 году вместо Reine Fiske на должность гитариста в группу был взят Peter Nylander.
Весной 2001 года группа выпускает EP Tea/Perception. На следующий год, группа сочиняет и представляет саундтрек к фильму «Nosferatu», а также выпускает свой дебютный альбом «Timeloss». Альбом был сведён Jan Hansson в студии Atlantic Studios. Позже в 2005 году, альбом был переиздан на Inside Out с двумя бонус-треками и видео.
В начале весны 2001 года «Tea and Perception» был окончательно записан в студии Goren Freeses и выпущен как мини-альбом EP под тем же названием: «Tea/Perception (2001)».
В 2004 году Paatos записывают свой второй альбом «Kallocain». Подписанный контракт с Inside Out дал им возможность организовать прямую трансляцию на Rockpalast в Кёльне. Отснятый материал был включен в издание «Kallocain». Альбом был сведён Стивеном Уилсоном (Steven Wilson) из Porcupine Tree.
В 2006 году на Inside Out выходит третий альбом «Silence Of Another Kind» (сокращенно — «SOAK»). В поддержку альбома был организован большой тур по Европе. Своими выступлениями Paatos открывали и завершали концерты Porcupine Tree. Во время турне группа записывает несколько своих выступлений, которое затем оказались в альбоме «Sensors». Первое издание вышло в 2008 году на виниле на лейбле Mellotronen и в том же году на CD в Японии на лейбле Arcangelo.
В апреле 2009 года было заявлено об уходе Stefan Dimle и Johan Wallen из Paatos. Позже, в декабре этого же года было объявлено о появлении нового участника в группе Ulf «Rockis» Ivarsson в качестве бас-гитариста.
В 2009 году Paatos приступили к записи своего пятого студийного альбома «Breathing», при участии нового басиста Ulf «Rockis». Срок действия контракта с Inside Out был окончен и группа подписывает новый с Glassville Records в Голландии. В связи с выходом нового релиза группа создает видео на заглавную песню «Gone» из этого альбома.

## Дискография
- Perception/Tea (EP, 2001)
- Timeloss (full-length, 2002)
- Kallocain (full-length, 2004)
- Silence of Another Kind (full-length, 2006)
- Sensors (live album, 2008)
- Breathing (full-length, 2011, on Glassville Records)
- V (full-length, 2012, GlassVille)
- Ligament (2025)